# Make Me (chanson de Janet Jackson)
 (septembre 2016).
Si vous disposez d'ouvrages ou d'articles de référence ou si vous connaissez des sites web de qualité traitant du thème abordé ici, merci de compléter l'article en donnant les références utiles à sa vérifiabilité et en les liant à la section « Notes et références ».

Make Me est une chanson enregistrée par la chanteuse américaine Janet Jackson en 2009. La chanson figure sur sa deuxième compilation intitulée Number Ones / The Best. La chanson a été écrite par Janet Jackson, Rodney Jerkins, Thomas Lumpkins, et Michaela Shiloh. Initialement présentée comme un flux audio à ceux qui joignaient la liste de diffusion de son site web, en septembre 2009, la chanson fut rendue disponible en téléchargement numérique.
La chanson est devenue son dix-neuvième numéro un sur les charts du Billboard Hot Dance Club. Le clip de la chanson, réalisé par Robert Hales, est tourné entièrement en noir et blanc. Il a reçu une critique favorable pour son esthétique.
Singles de Janet Jackson
Can’t B Good
(2008) Nothing
(2010)
| palmarès (2009/2010)                 | Position |
| ------------------------------------ | -------- |
| Korean Singles Chart                 | 28       |
| Japan Hot 100                        | 17       |
| UK Singles Chart                     | 73       |
| US Hot Dance Club Songs (Billboard)  | 1        |
| US Hot R&B/Hip-Hop Songs (Billboard) | 71       |